# Paamiut
Paamiut (zastarale Pâmiut), dříve Frederikshåb nebo Frederikshaab, je město v Grónsku v kraji Sermersooq. Se svými 1355 obyvateli v roce 2018 je to třetí největší město kraje Sermersooq a desáté největší město Grónska. Nachází se asi 500 km jižně od severního polárního kruhu.

## Geografie
Paamiut se nachází u pobřeží Labradorského moře u ústí fjordu Kuannersooq. Je však odtrhnutý od všech osad, nejbližší trvale obydlená osada, Kangilinnguit, je vzdálená 119 km od Paamiutu. Paamiut může komunikovat s ostatními osadami pouze přes svůj přístav, patřící společnosti Arctic Umiaq, a přes svoje letiště. Nejbližší velká města jsou Narsaq (226 km), Qaqortoq (239 km) a Nuuk (263 km).

## Historie

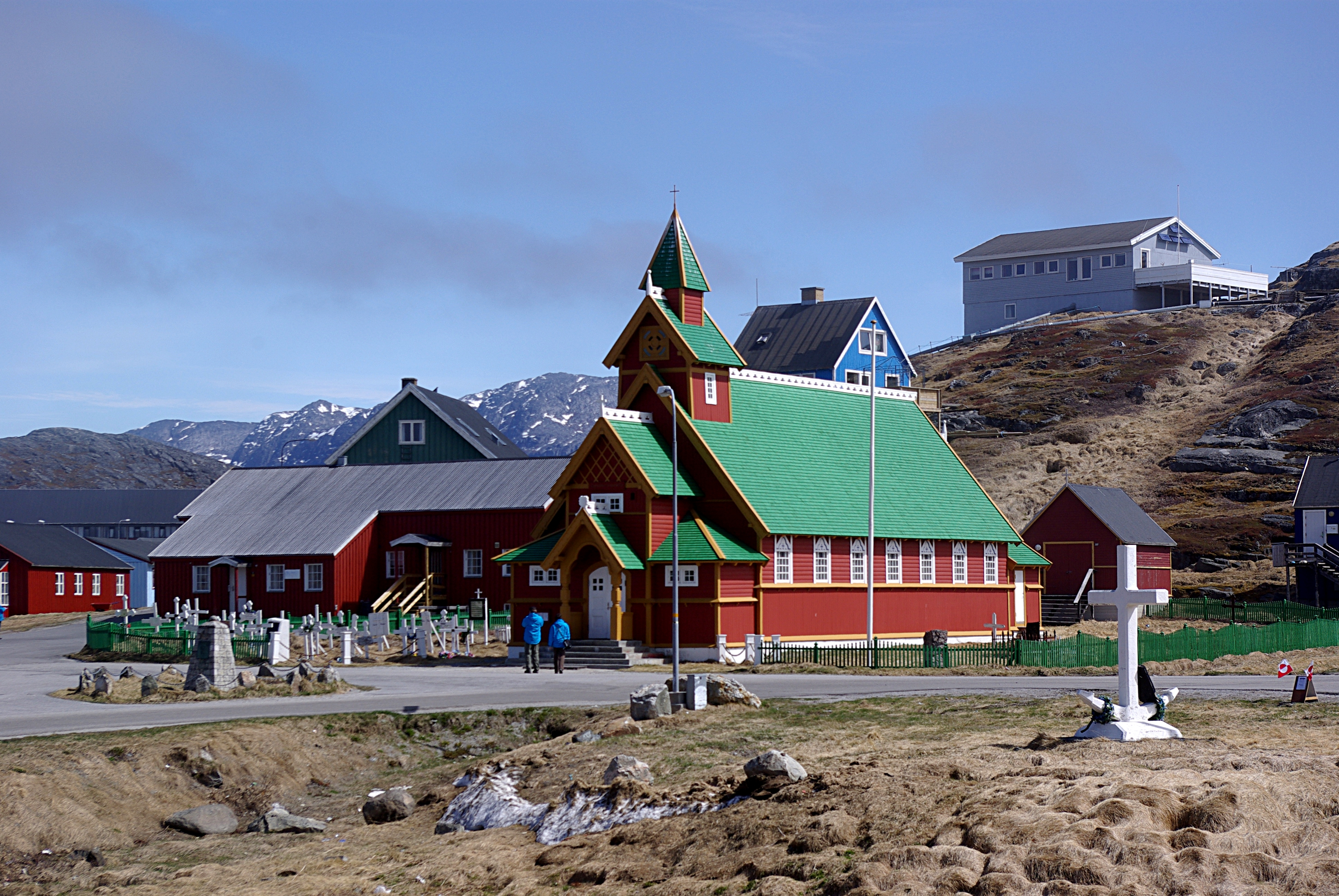
Kostel v Paamiutu

Lidé žili v oblasti již kolem roku 1500 př. n. l. Název Paamiut znamená v grónštině "vesnice vedle úst" (Paa=vedle, Miut=ústa) a byl uznán v roce 1979 po vyhlášení autonomie Grónska.
Trvalé sídlo bylo založeno v roce 1742 Jacobem Severinem. Tehdy se jmenovalo Frederikshaab a jmenovalo se podle krále Frederika V.

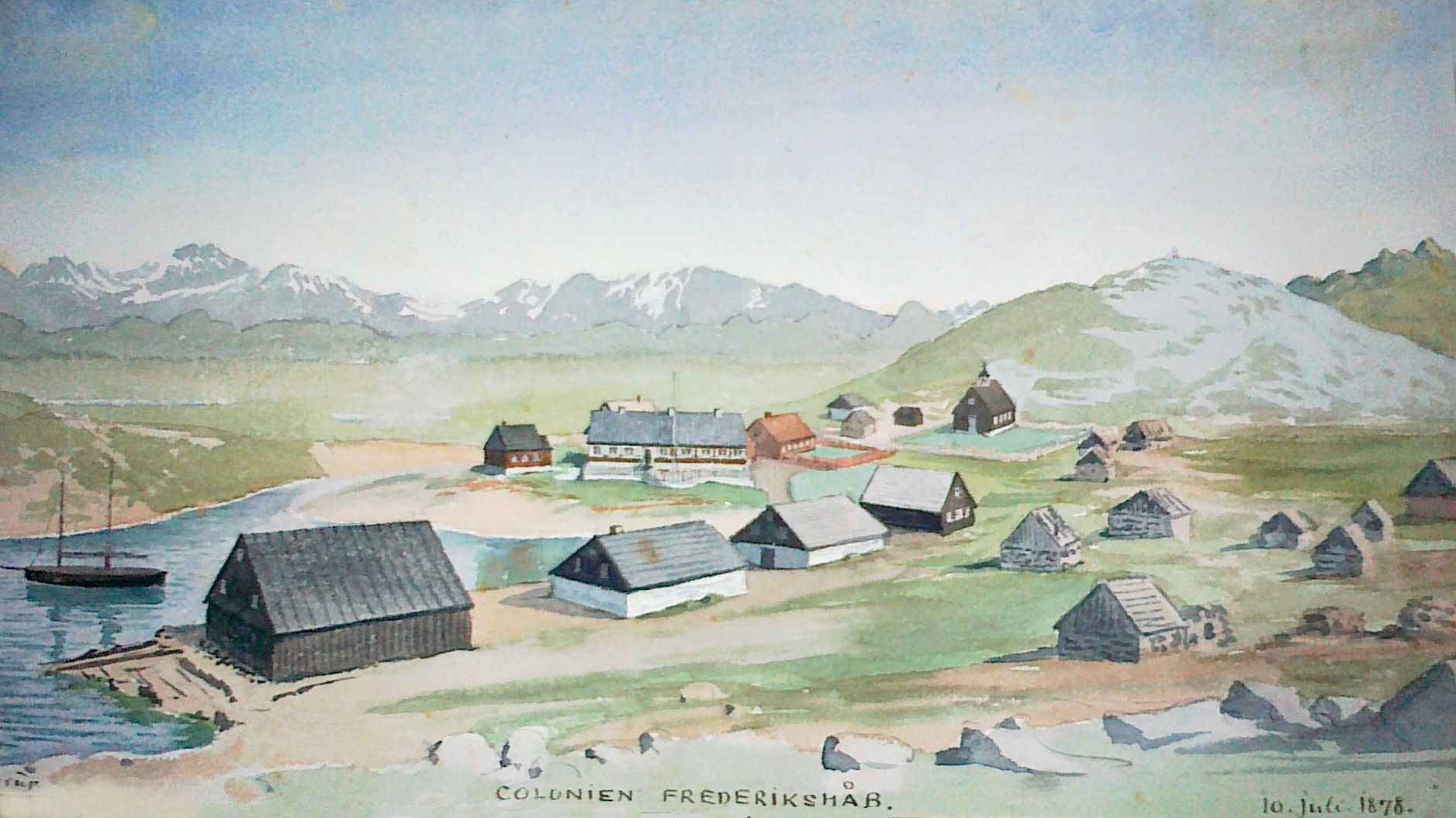
Obraz Paamiutu z roku 1878

## Klima
| Paamiut – podnebí                       | Paamiut – podnebí | Paamiut – podnebí | Paamiut – podnebí | Paamiut – podnebí | Paamiut – podnebí | Paamiut – podnebí | Paamiut – podnebí | Paamiut – podnebí | Paamiut – podnebí | Paamiut – podnebí | Paamiut – podnebí | Paamiut – podnebí | Paamiut – podnebí |
| Období                                  | leden             | únor              | březen            | duben             | květen            | červen            | červenec          | srpen             | září              | říjen             | listopad          | prosinec          | rok               |
| --------------------------------------- | ----------------- | ----------------- | ----------------- | ----------------- | ----------------- | ----------------- | ----------------- | ----------------- | ----------------- | ----------------- | ----------------- | ----------------- | ----------------- |
| Nejvyšší teplota [°C]                   | 11,5              | 12,2              | 11,2              | 16,6              | 20,5              | 20,6              | 21,2              | 20,5              | 18,6              | 16,5              | 15,5              | 14,4              | 21,2              |
| Průměrné denní maximum [°C]             | −3,4              | −3,0              | −2,7              | 0,6               | 4,2               | 6,5               | 8,8               | 8,2               | 6,2               | 2,9               | 0,3               | −2,3              | 2,2               |
| Průměrná teplota [°C]                   | −6,8              | −6,6              | −6,3              | −2,6              | 1,6               | 3,8               | 5,8               | 5,5               | 3,5               | 0,1               | −2,9              | −5,6              | −0,9              |
| Průměrné denní minimum [°C]             | −10,1             | −10,2             | −9,9              | −5,7              | −1,1              | 1,1               | 2,8               | 2,7               | 0,7               | −2,8              | −6,1              | −8,9              | −4,0              |
| Nejnižší teplota [°C]                   | −28,9             | −29,6             | −20,9             | −18,5             | −14,6             | −4,0              | −4,0              | −2,2              | −6,5              | −14,1             | −20,5             | −25,3             | −29,6             |
| Průměrné srážky [mm]                    | 66                | 64                | 64                | 58                | 58                | 67                | 91                | 92                | 80                | 71                | 84                | 83                | 878               |
| Sněžení [cm]                            | 12,7              | 11,3              | 12,5              | 9,6               | 6,7               | 1,8               | 0,2               | 0,1               | 2,1               | 7,2               | 10,8              | 12,1              | 87,1              |
| Dní s deštěm                            | 10,1              | 9,1               | 10,4              | 9,2               | 8,3               | 9,5               | 11,2              | 10,0              | 10,9              | 9,5               | 11,1              | 10,6              | 119,9             |
| Zdroj: Dánský meteorologický instititut |                   |                   |                   |                   |                   |                   |                   |                   |                   |                   |                   |                   |                   |

## Okolní osady
| Růžice kompasu | Qeqertarsuatsiaat | Kangerlussuaq | Tasiilaq | Růžice kompasu |
| Růžice kompasu | Sever             |               |          | Růžice kompasu |
| Růžice kompasu | Paamiut           |               |          | Růžice kompasu |
| Růžice kompasu | Jih               |               |          | Růžice kompasu |
| Růžice kompasu |                   | Arsuk         | Narsaq   | Růžice kompasu |